# Kleinster kürzester Film
Kleinster kürzester Film (Originaltitel Kleinste Kortste Film) ist der Titel eines niederländischen Kurzfilms aus dem Jahr 2010. Er dauert nur etwas mehr als eine Sekunde und ist damit der kürzeste vollständige Spielfilm. Regie führte Anton Corbijn, während Carice van Houten die einzige Rolle übernahm. Der Film wurde auf einer niederländischen Sondermarke veröffentlicht.

## Produktion
Die niederländische TNT Post beauftragte die Amsterdamer Werbeagentur KesselsKramer mit der Entwicklung einer völlig neuen Briefmarke. Es sollte eine Hommage an die nationale Filmkunst entstehen, da 2010 das 30. Niederländische Filmfestival bevorstand. Erik Kessels von KesselsKramer kam auf die Idee, die neue Briefmarke als Medium für einen Film zu verwenden, und wandte sich daraufhin an den Regisseur Anton Corbijn.
Corbijn orientierte sich bei der Wahl des Motivs an einer Briefmarke aus dem Jahr 1951, auf der ein junges Mädchen vor einer Mühle steht. Er nahm fünf Sekunden Film mit 120 Teilbildern auf, von denen er 30 schließlich für den Kleinsten kürzesten Film auswählte. Sie wurden mittels Lentikulartechnik auf Briefmarken gebrannt, so dass die Marken wie sogenannte Wackelbilder funktionieren, bei denen durch Schräghalten der Film abgespielt wird. Sie erschienen in einer Auflage von 350.000 Stück und trugen die Wertnummer 5, was Sendungen bis 500 g innerhalb der Niederlande ermöglicht.

## Handlung
In dem Film beißt die Schauspielerin Carice van Houten lächelnd in den Finger eines Mannes, von dem außer seiner Hand nichts zu sehen ist. Eine typische niederländische Landschaft mit Mühle bildet den Hintergrund.
Es handelt sich hierbei um den Finger von Anton Corbijn.

## Aufführung
Die Premiere des Films fand am 29. September 2010 auf dem 30. Niederländischen Filmfestival statt.